# Джерело «Прибережне»
Джерело «Прибережне» — гідрологічна пам'ятка природи місцевого значення. Розташована на території Козинецької сільської ради Липовецького району Вінницької області (поблизу села Пеньківка). Оголошена відповідно до рішення Вінницького облвиконкому від 29.08.1984 р. № 371. Охороняється великодебітне джерело ґрунтової води, що живить річку Мул.
Станом на липень 2020 року вода в джерелі відсутня.

## Галерея

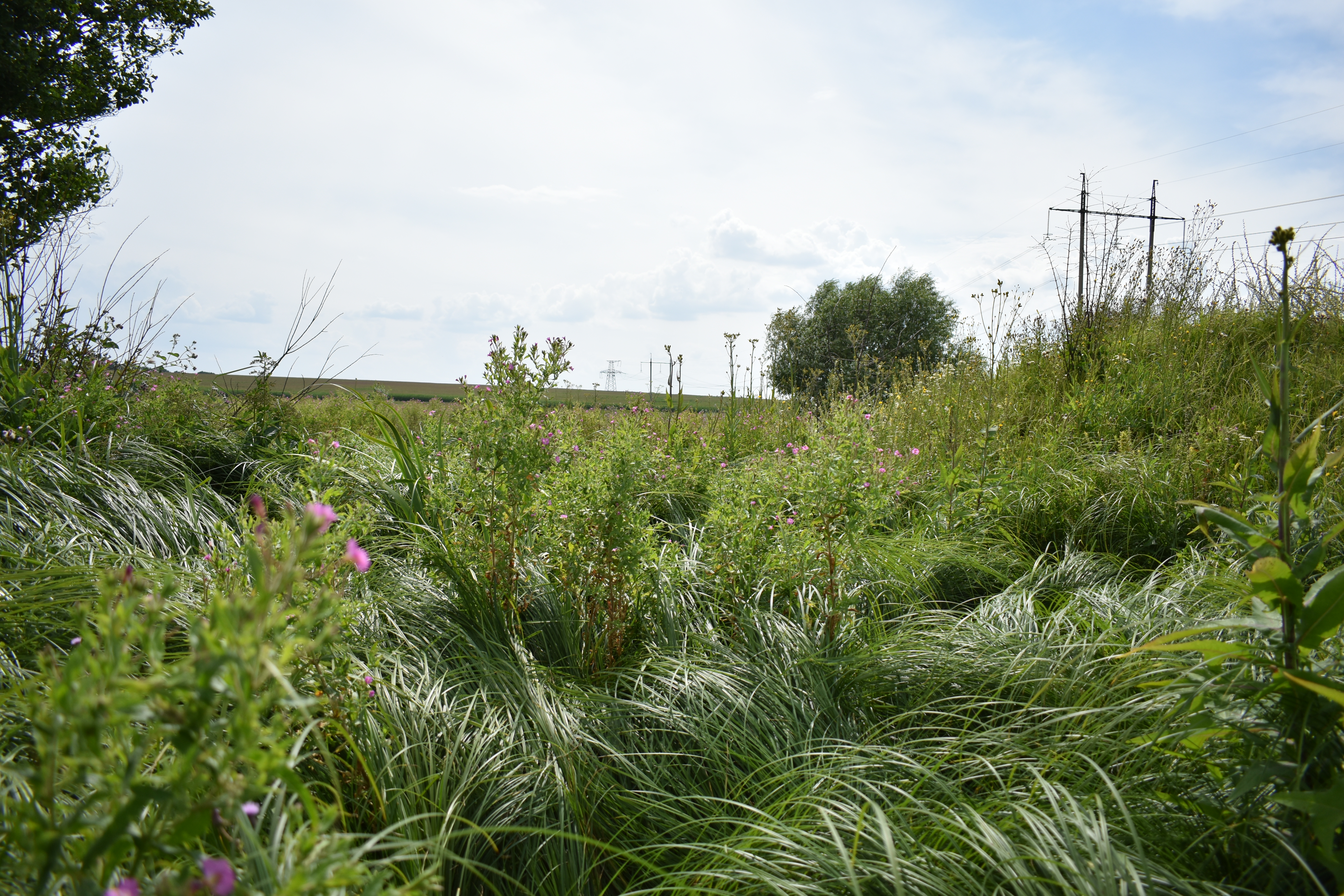
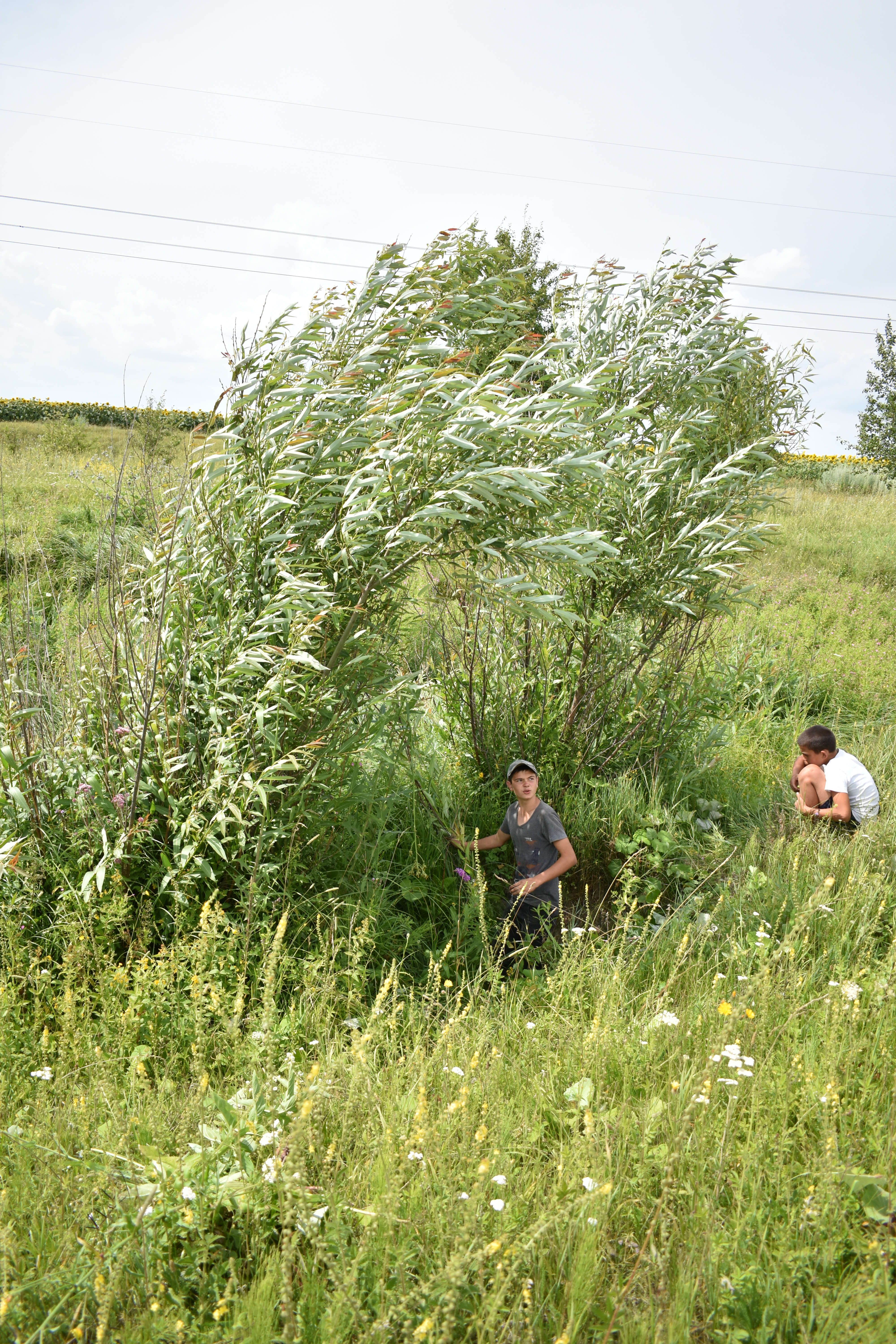
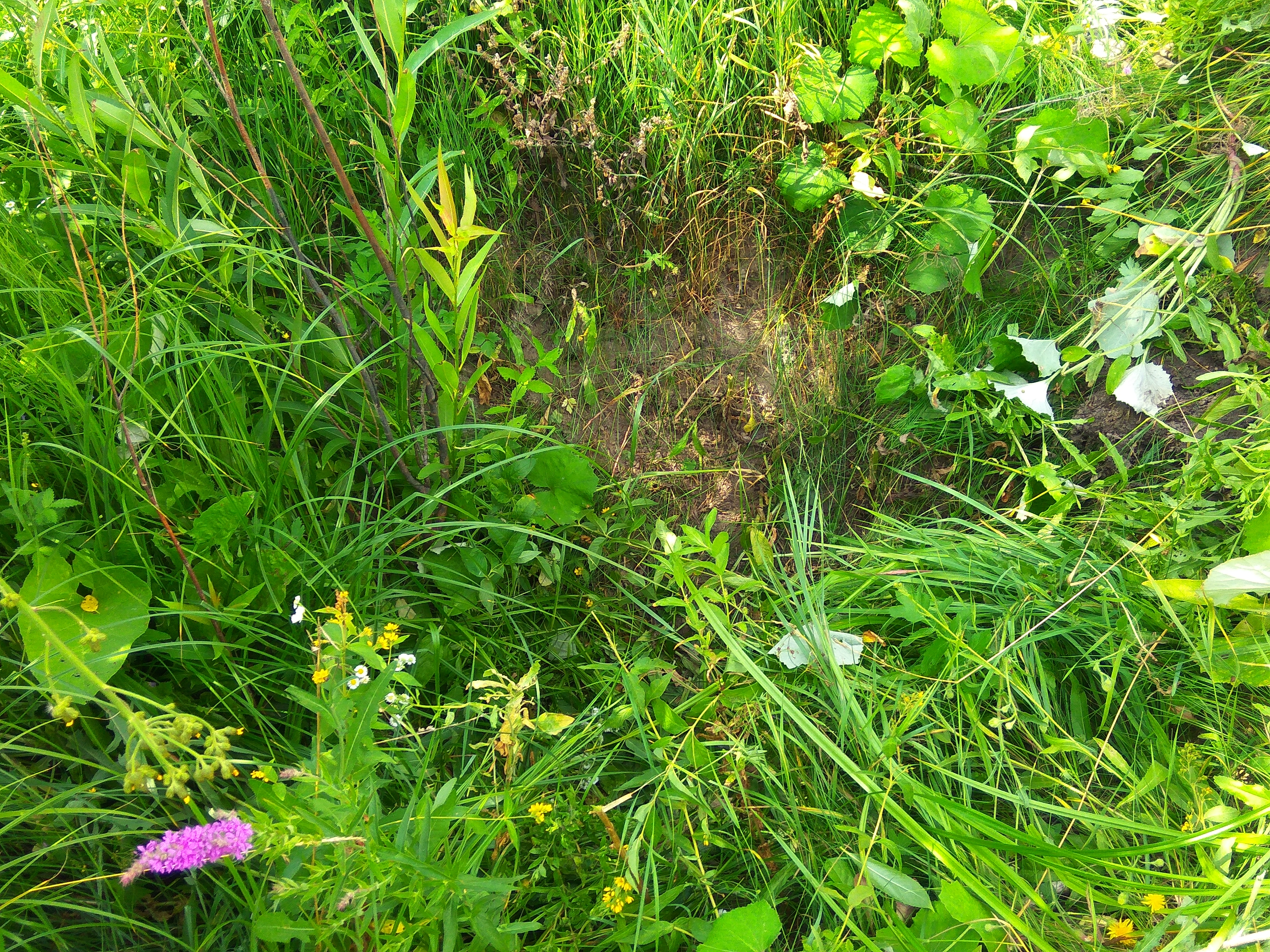
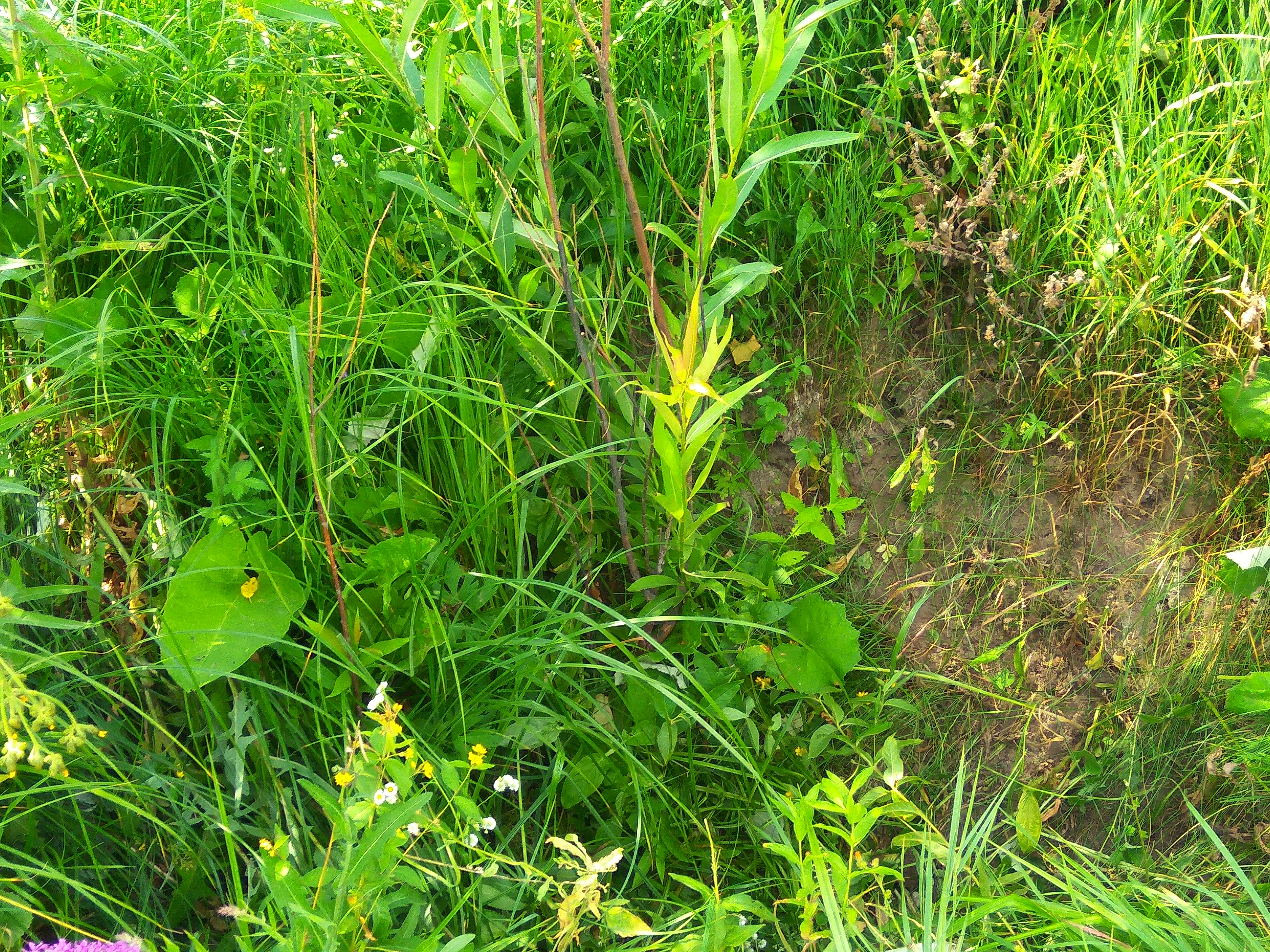
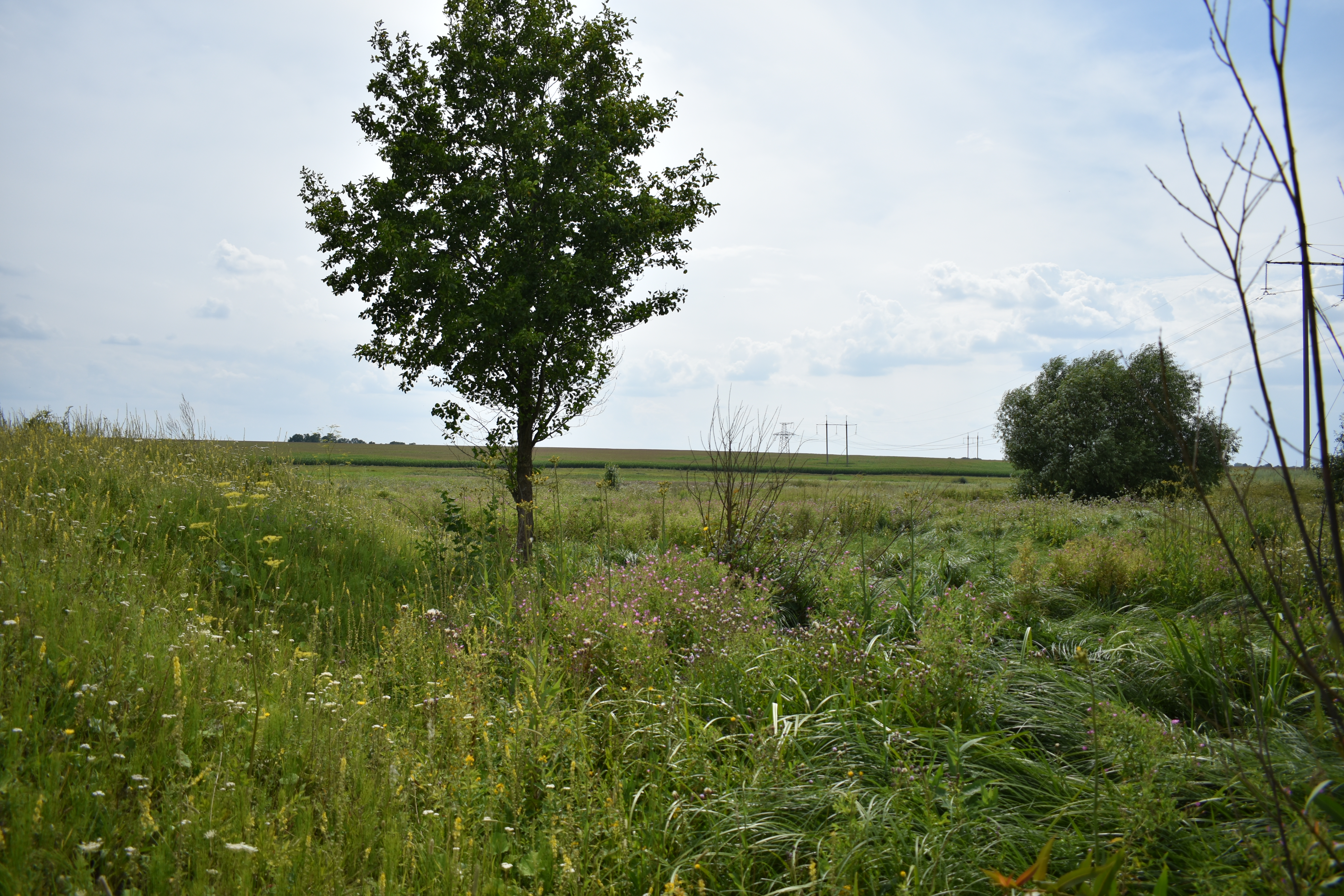